# Рудольф, Александра
Александра Рудольф (пол. Aleksandra Rudolf; род. 10 января 2002, Быдгощ, Польша) — польская фигуристка, выступающая в одиночном катании. Чемпионка Польши (2016).

## Биография
Начала заниматься фигурным катанием в 2007 году. Тренировалась в Торуни у Дороты и Мариуша Сюдеков, призёров чемпионата мира и Европы в парном катании. Во время карьеры проживала недалеко от Торуни — в селе Розгарты сельской гмины Злавесь-Велька Торуньского повета Куявско-Поморского воеводства.
До Сюдеков каталась под руководством Терезы Бекиш. Представляла клуб фигурного катания «MKS Axel Toruń». Хореографом и постановщиком её программ была польско-украинская танцовщица на льду Анастасия Выходцева. Вне льда Рудольф увлекалась просмотром фильмов, танцами и путешествиями.
В сезоне 2015/16 годов её произвольная программа была поставлена под «La Vie en rose» и «Mack the Knife» в исполнении Луи Армстронга. Короткая — «Fly Me to the Moon» Барта Говарда. В ходе сезона она выступала как юниор на международных соревнованиях, а на национальных турнирах — среди взрослых.
Рудольф выступила на двух этапах юниорского Гран-при сезона 2015/16. На этапе в Испании она стала двадцать четвёртой. В рамках польского этапа финишировала двадцать третьей, установив личный рекорд по системе ISU в каждом из видов программы: короткой — 37,48 баллов, произвольной — 57,23 и по сумме — 94,71.
На чемпионате Польши 2016 года завоевала золото, опередив одногруппницу по «MKS Axel Toruń» Агнешку Реймент. Бронза досталась Колетт Камински, постоянно тренировавшейся в США. Рудольф без ошибок выполнила произвольную программу, по прыжковому набору состоявшую из двойных прыжков, а также двух тройных сальховых.
В короткой программе на чемпионате мира среди юниоров 2016 она заняла тридцать девятое место среди сорока пяти участниц. Тем самым не сумела квалифицироваться в финальный сегмент, произвольную программу, куда по регламенту прошли двадцать четыре фигуристки.

## Программы
| Сезон   | Короткая программа                               | Произвольная программа                                                                                               |
| ------- | ------------------------------------------------ | --- |
| 2015/16 | - «Fly Me to the Moon» Барт Говард, Куинси Джонс | - «La Vie en rose» Луиги в исполнении Луи Армстронга - «Баллада о Мэкки-Ноже» Курт Вайль в исполнении Луи Армстронга |

## Результаты
| Соревнования                | 15/16                       | 16/17                       | 20/21                       |
| Международные среди юниоров | Международные среди юниоров | Международные среди юниоров | Международные среди юниоров |
| --------------------------- | --------------------------- | --------------------------- | --------------------------- |
| Чемпионат мира              | 39                          |                             |                             |
| Гран-при Испании            | 24                          |                             |                             |
| Гран-при Польши             | 23                          |                             |                             |
| Toruń Cup                   | 10                          | 26                          |                             |
| Golden Bear                 | 6                           |                             |                             |
| Национальные                |                             |                             |                             |
| Чемпионат Польши            | 1                           |                             | 7                           |